# Resolución 1249 del Consejo de Seguridad de las Naciones Unidas
La resolución 1249 del Consejo de Seguridad de las Naciones Unidas, adoptada  el 25 de junio de 1999, después de examinar la solicitud de la República de Nauru para la membresía en las Naciones Unidas, el Consejo recomendó a la Asamblea General que Nauru fuese admitida.
La resolución fue aprobada con 14 votos a favor y ninguno en contra. China se abstuvo declarando que no podía apoyar la recomendación (debido a los estrechos lazos diplomáticos de Nauru con Taiwán), pero que no la vetaría por el interés del pueblo de ambos países.